# Rhipha subulifera
Rhipha subulifera là một loài bướm đêm thuộc phân họ Arctiinae, họ Erebidae.